# Billboard Hot 100 cuối năm 2009

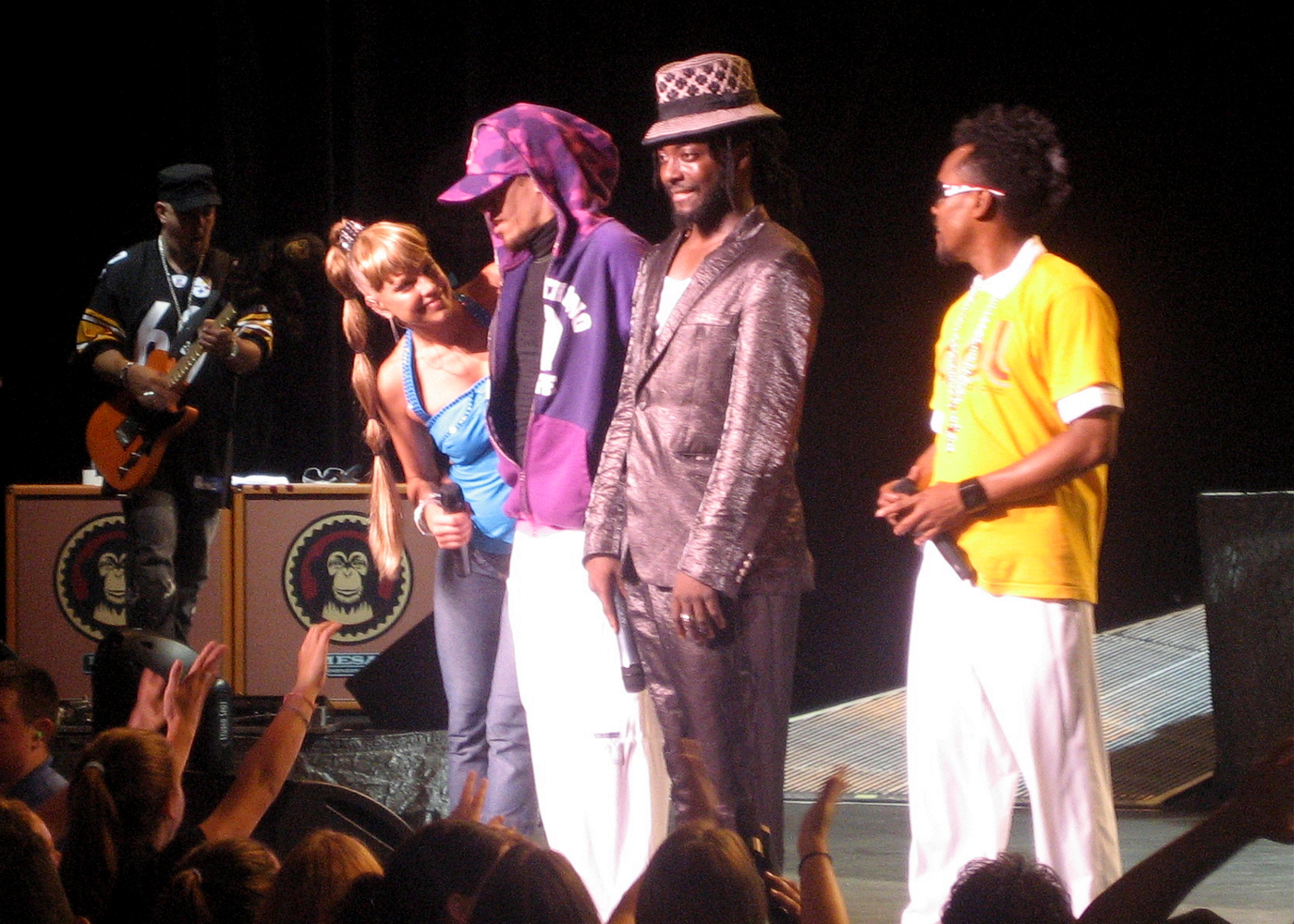
The Black Eyed Peas Có đĩa đơn đứng đầu bảng xếp hạng là "Boom Boom Pow". Họ cũng có một bài hát khác cũng ở bảng xếp hạng đó là, "I Gotta Feeling"ở vị trí thứ 4

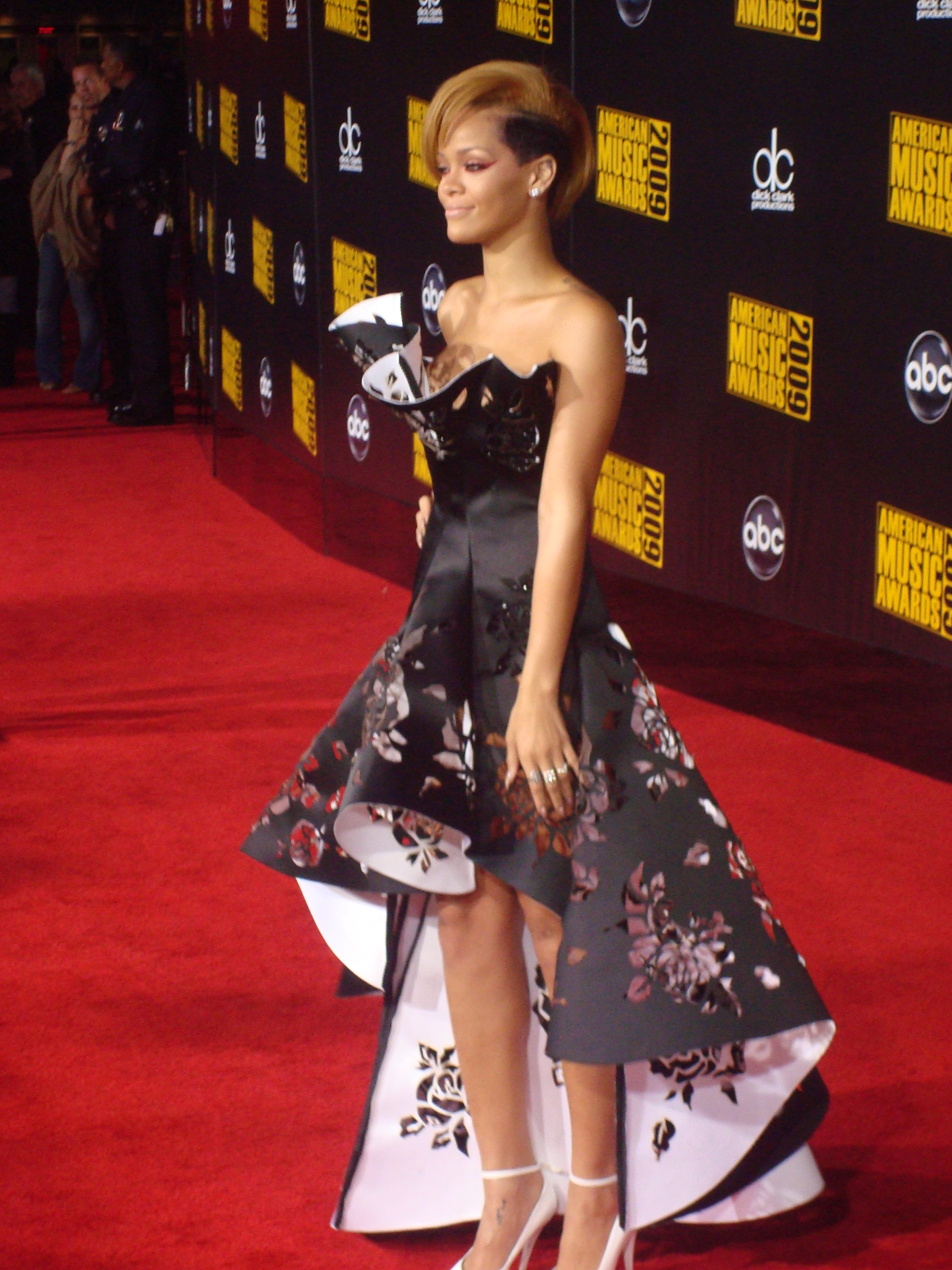
Rihanna có 3 đĩa đơn trong bảng xếp hạng đó là, Disturbia thứ 77, Run This Town thứ 31, and Live Your Life thứ 18.

Ca sĩ Lady Gaga có 4 bài hát trong bảng xếp hạng đó là. "Paparazzi", "LoveGame", "Just Dance", and "Poker Face lần lượt ở vị trí 53, 35, 3 và 2 respectively.

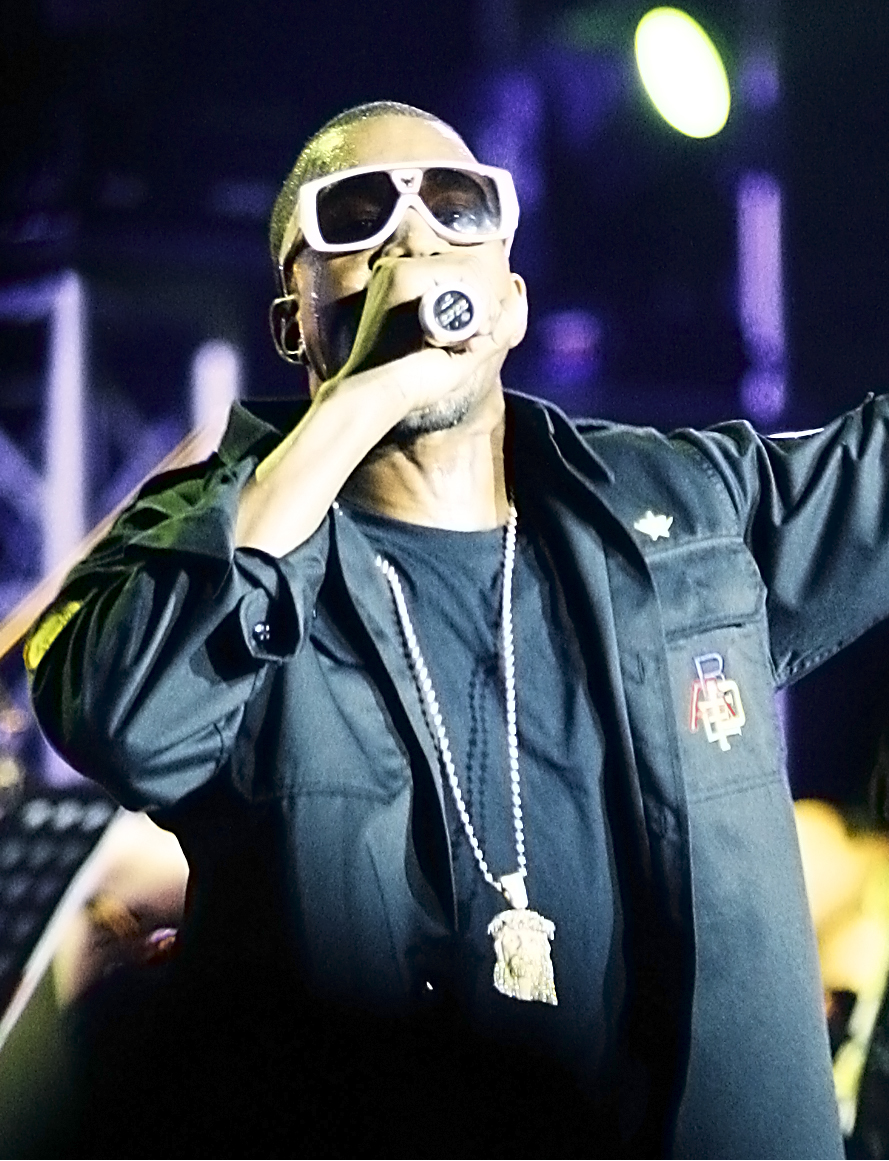
Kanye West là ca sĩ có nhiều ca khúc lọt vào bảng xếp hạng này nhất với 5 ca khúc. Bài hát có vị trí cao nhất Kayne West là "Heartless" at number 9.

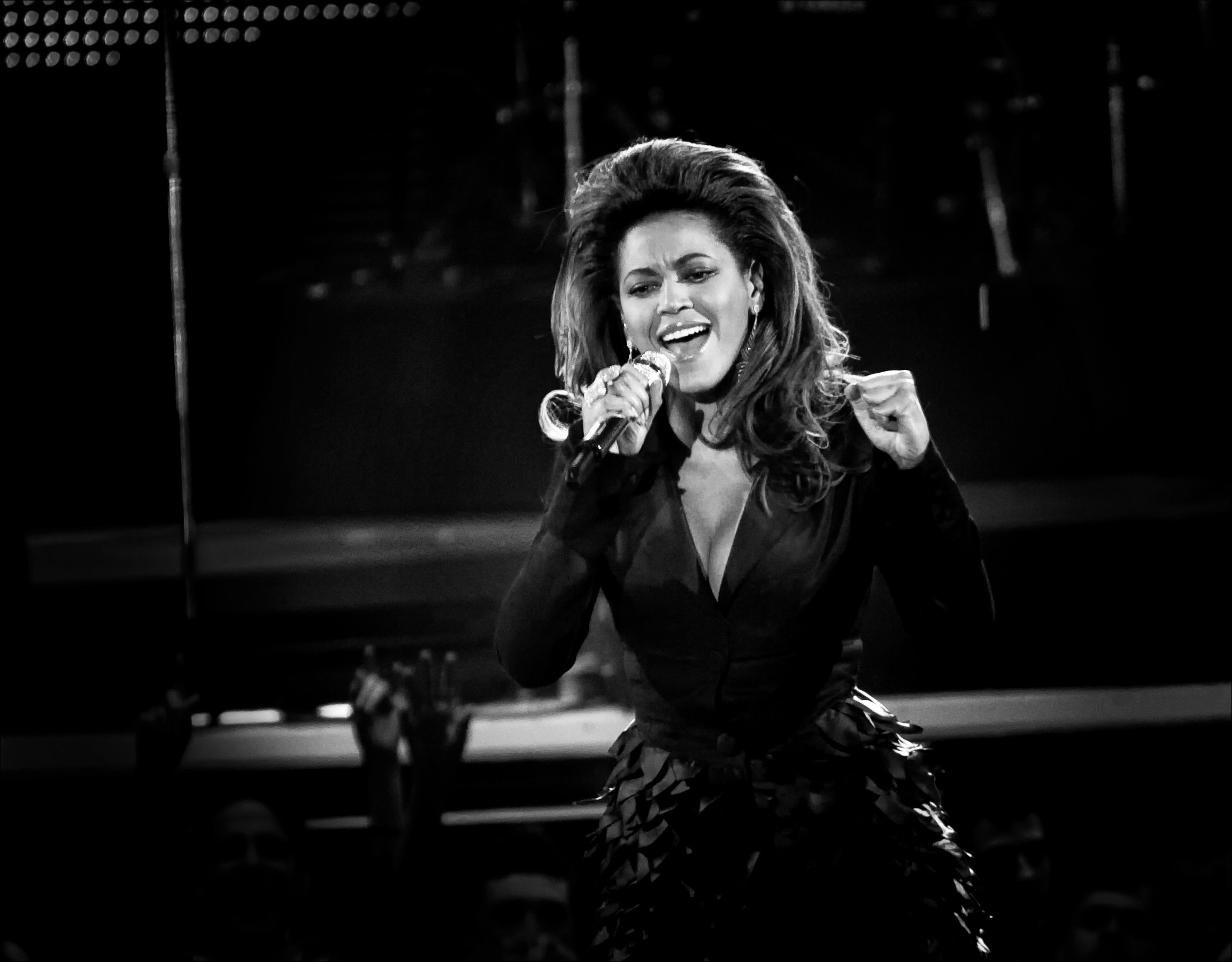
Beyoncé có 5 ca khúc. Tất cả đều thuộc album I Am... Sasha Fierce.

| №   | Title                              | Artist(s)                                             |
| --- | ---------------------------------- | ----------------------------------------------------- |
| 1   | "Boom Boom Pow"                    | The Black Eyed Peas                                   |
| 2   | "Poker Face"                       | Lady Gaga                                             |
| 3   | "Just Dance"                       | Lady Gaga featuring Colby O'Donis                     |
| 4   | "I Gotta Feeling"                  | The Black Eyed Peas                                   |
| 5   | "Love Story"                       | Taylor Swift                                          |
| 6   | "Right Round"                      | Flo Rida                                              |
| 7   | "I'm Yours"                        | Jason Mraz                                            |
| 8   | "Single Ladies (Put a Ring on It)" | Beyoncé                                               |
| 9   | "Heartless"                        | Kanye West                                            |
| 10  | "Gives You Hell"                   | The All-American Rejects                              |
| 11  | "You Belong with Me"               | Taylor Swift                                          |
| 12  | "Dead and Gone"                    | T.I. featuring Justin Timberlake                      |
| 13  | "You Found Me"                     | The Fray                                              |
| 14  | "Use Somebody"                     | Kings of Leon                                         |
| 15  | "Knock You Down"                   | Keri Hilson featuring Kanye West và Ne-Yo             |
| 16  | "Blame It"                         | Jamie Foxx featuring T-Pain                           |
| 17  | "I Know You Want Me (Calle Ocho)"  | Pitbull                                               |
| 18  | "Live Your Life"                   | T.I. featuring Rihanna                                |
| 19  | "Kiss Me thru the Phone"           | Soulja Boy Tell 'Em featuring Sammie                  |
| 20  | "Down"                             | Jay Sean featuring Lil Wayne                          |
| 21  | "The Climb"                        | Miley Cyrus                                           |
| 22  | "Best I Ever Had"                  | Drake                                                 |
| 23  | "My Life Would Suck Without You"   | Kelly Clarkson                                        |
| 24  | "Halo"                             | Beyoncé                                               |
| 25  | "Hot n Cold"                       | Katy Perry                                            |
| 26  | "Second Chance"                    | Shinedown                                             |
| 27  | "Circus"                           | Britney Spears                                        |
| 28  | "Day 'n' Nite"                     | Kid Cudi                                              |
| 29  | "Party in the U.S.A."              | Miley Cyrus                                           |
| 30  | "Don't Trust Me"                   | 3OH!3                                                 |
| 31  | "Run This Town"                    | Jay-Z featuring Rihanna và Kanye West                 |
| 32  | "Let It Rock"                      | Kevin Rudolf featuring Lil Wayne                      |
| 33  | "Fire Burning"                     | Sean Kingston                                         |
| 34  | "Whatcha Say"                      | Jason Derulo                                          |
| 35  | "LoveGame"                         | Lady Gaga                                             |
| 36  | "Waking Up in Vegas"               | Katy Perry                                            |
| 37  | "Birthday Sex"                     | Jeremih                                               |
| 38  | "Sober"                            | Pink                                                  |
| 39  | "Womanizer"                        | Britney Spears                                        |
| 40  | "Whatever You Like"                | T.I.                                                  |
| 41  | "Obsessed"                         | Mariah Carey                                          |
| 42  | "Mad"                              | Ne-Yo                                                 |
| 43  | "Good Girls Go Bad"                | Cobra Starship featuring Leighton Meester             |
| 44  | "Love Lockdown"                    | Kanye West                                            |
| 45  | "So What"                          | Pink                                                  |
| 46  | "Hotel Room Service"               | Pitbull                                               |
| 47  | "Crack a Bottle"                   | Eminem, Dr. Dre và 50 Cent                            |
| 48  | "If I Were a Boy"                  | Beyoncé                                               |
| 49  | "Turnin Me On"                     | Keri Hilson featuring Lil Wayne                       |
| 50  | "I Hate This Part"                 | Pussycat Dolls                                        |
| 51  | "Gotta Be Somebody"                | Nickelback                                            |
| 52  | "Please Don't Leave Me"            | Pink                                                  |
| 53  | "Paparazzi"                        | Lady Gaga                                             |
| 54  | "Beautiful"                        | Akon featuring Colby O'Donis và Kardinal Offishall    |
| 55  | "Viva la Vida"                     | Coldplay                                              |
| 56  | "Right Now (Na Na Na)"             | Akon                                                  |
| 57  | "Battlefield"                      | Jordin Sparks                                         |
| 58  | "Sugar"                            | Flo Rida featuring Wynter Gordon                      |
| 59  | "Miss Independent"                 | Ne-Yo                                                 |
| 60  | "Fireflies"                        | Owl City                                              |
| 61  | "New Divide"                       | Linkin Park                                           |
| 62  | "Empire State of Mind"             | Jay-Z và Alicia Keys                                  |
| 63  | "No Surprise"                      | Daughtry                                              |
| 64  | "She Wolf"                         | Shakira                                               |
| 65  | "Break Up"                         | Mario featuring Gucci Mane và Sean Garrett            |
| 66  | "Sweet Dreams"                     | Beyoncé                                               |
| 67  | "Every Girl"                       | Young Money                                           |
| 68  | "Fallin' for You"                  | Colbie Caillat                                        |
| 69  | "Untouched"                        | The Veronicas                                         |
| 70  | "If Today Was Your Last Day"       | Nickelback                                            |
| 71  | "Throw It in the Bag"              | Fabolous featuring The-Dream                          |
| 72  | "Love Drunk"                       | Boys Like Girls                                       |
| 73  | "I Love College"                   | Asher Roth                                            |
| 74  | "If U Seek Amy"                    | Britney Spears                                        |
| 75  | "Big Green Tractor"                | Jason Aldean                                          |
| 76  | "White Horse"                      | Taylor Swift                                          |
| 77  | "Disturbia"                        | Rihanna                                               |
| 78  | "21 Guns"                          | Green Day                                             |
| 79  | "Turn My Swag On"                  | Soulja Boy Tell 'Em                                   |
| 80  | "Rockin' That Thang"               | The-Dream                                             |
| 81  | "Chicken Fried"                    | Zac Brown Band                                        |
| 82  | "Diva"                             | Beyoncé                                               |
| 83  | "Replay"                           | Iyaz                                                  |
| 84  | "Then"                             | Brad Paisley                                          |
| 85  | "Her Diamonds"                     | Rob Thomas                                            |
| 86  | "How Do You Sleep?"                | Jesse McCartney featuring Ludacris                    |
| 87  | "3"                                | Britney Spears                                        |
| 88  | "Forever"                          | Drake featuring Kanye West, Lil Wayne và Eminem       |
| 89  | "One Time"                         | Justin Bieber                                         |
| 90  | "I Run to You"                     | Lady Antebellum                                       |
| 91  | "I Do Not Hook Up"                 | Kelly Clarkson                                        |
| 92  | "Green Light"                      | John Legend featuring André 3000                      |
| 93  | "People Are Crazy"                 | Billy Currington                                      |
| 94  | "Whatever It Is"                   | Zac Brown Band                                        |
| 95  | "Already Gone"                     | Kelly Clarkson                                        |
| 96  | "Goodbye"                          | Kristinia DeBarge                                     |
| 97  | "Say Hey (I Love You)"             | Michael Franti & Spearhead featuring Cherine Anderson |
| 98  | "Pop Champagne"                    | Jim Jones featuring Ron Browz và Juelz Santana        |
| 99  | "Pretty Wings"                     | Maxwell                                               |
| 100 | "Never Say Never"                  | The Fray                                              |